# Buergeria oxycephala
Buergeria oxycephala е вид жаба от семейство Rhacophoridae. Видът е уязвим и сериозно застрашен от изчезване.

## Разпространение
Разпространен е в Китай.

## Описание
Популацията на вида е намаляваща.